# Gymnophora inexpectata
Gymnophora inexpectata är en tvåvingeart som beskrevs av Rudolf Beyer 1958. Gymnophora inexpectata ingår i släktet Gymnophora och familjen puckelflugor.
Artens utbredningsområde är Burma. Inga underarter finns listade i Catalogue of Life.